# Reichertshofen (Bawaria)
Reichertshofen – gmina targowa w Niemczech, w kraju związkowym Bawaria, w rejencji Górna Bawaria, w regionie Ingolstadt, w powiecie Pfaffenhofen an der Ilm, siedziba wspólnoty administracyjnej Reichertshofen. Leży około 15 km na północny zachód od Pfaffenhofen an der Ilm, nad rzeką Paar, przy drodze B13, B300 i linii kolejowej Monachium – Norymberga.

## Dzielnice
W skład gminy wchodzą następujące dzielnice: Agelsberg, Au am Aign, Dörfl, Gotteshofen, Hög, Langenbruck, Ronnweg, Starkertshofen, Sankt Kastl, Stöffel, Winden am Aign, Wolnhofen, Siedlung Feilenmoos, Walding, Feilenforst, Gotteshofen i Reichertshofen.

## Demografia
| Rok  | Liczba mieszk. |
| ---- | -------------- |
| 1970 | 4 497          |
| 1987 | 5 624          |
| 2001 | 7 423          |
| 2005 | 7 458          |

### Struktura wiekowa
Dane o ludności z 31 grudnia 2008:
| Opis                                | Ogółem | Ogółem | Kobiety | Kobiety | Mężczyźni | Mężczyźni |
| ----------------------------------- | ------ | ------ | ------- | ------- | --------- | --------- |
| Jednostka                           | osób   | %      | osób    | %       | osób      | %         |
| Populacja                           | 7502   | 100    | 3743    | 49,89   | 3759      | 50,11     |
| Wiek przedprodukcyjny (0–17 lat)    | 1408   | 18,77  | 686     | 9,14    | 722       | 9,62      |
| Wiek produkcyjny (18–65 lat)        | 4733   | 63,09  | 2317    | 30,89   | 2416      | 32,2      |
| Wiek poprodukcyjny (powyżej 65 lat) | 1361   | 18,14  | 740     | 9,86    | 621       | 8,28      |

## Polityka
Wójtem gminy jest Michael Franken z JWU, wcześniej urząd ten obejmował Anton Westner, rada gminy składa się z 20 osób.
|      | CSU | SPD | JWU/JB | FW/FWG/UW | LUB | JWU | FW | Razem |
| 2008 | 7   | 2   | -      | -         | -   | 8   | 3  | 20    |
| 2002 | 9   | 3   | 6      | 1         | 1   | -   | -  | 20    |